# 安迪尔牧场
安迪尔牧场是中华人民共和国新疆维吾尔自治区和田地區民丰县下辖的一个类似乡级单位。

## 行政区划
安迪尔牧场下辖以下地区：拉依牙提坎村、亚格其艾格勒村、塔尔库木村和开西木库勒村。